# Thomas Müntzer – Ein Film deutscher Geschichte
Thomas Müntzer – Ein Film deutscher Geschichte ist ein in der DDR gedrehter Film aus dem Jahr 1956, der unter der Regie von Martin Hellberg entstand.
Der Historienfilm schildert das Leben und Wirken des Pfarrers Thomas Müntzer vor dem Hintergrund des Deutschen Bauernkriegs.

## Handlung
In deutschen Landen im Jahre 1519, der Ablasshandel ist zum Erliegen gekommen. Martin Luthers Ideen haben sich im ganzen Lande verbreitet. Seine Lehre vom Priestertum aller Gläubigen findet auch unter den Bauern Zuspruch. Einige der Bauern wähnen, dass Luther zum Bundschuh gehört, einem Bündnis von Bauern gegen die Macht der Fürsten. Auch der Priester Thomas Müntzer zeigt sich begeistert von Luthers Lehren. Doch im Gegensatz zu Luther ist er Gewaltmaßnahmen gegenüber den Vogten, also der Obrigkeit, nicht abgeneigt. Denn die Vogte seien grausame Herren der Bauern und schon im Diesseits müsse sich die bittere Situation der Bauern bessern. Die Nachricht geht um, dass Dr. Eck Martin Luther zu einer Disputation in Leipzig gefordert habe. Müntzer ist derweil als Beichtiger in einem Nonnenkloster tätig. Dort lernt er die Nonne Ottilie von Gersen kennen. Ein Jahr später, im Jahre 1520, können auch die Bauern in thüringischen und sächsischen Landen Aushänge lesen, auf denen verkündet wird, dass Luther durch die Bannandrohungsbulle Exsurge Domine in den Bann gekommen ist. Aber viele der Bauern halten zu Luther, der mittlerweile seine Schrift „Von der Freiheit eines Christenmenschen“ veröffentlicht hat. In der nächsten Szene flößt ein katholischer Geistlicher dem Kaiser ein, dass es den Fürsten bei der Unterstützung Luthers nur um die Macht gehen würde, letztlich um den Besitz der Kirche. Der Kaiser müsse die Reichsacht aussprechen, um die Fürsten zu zügeln. Der Papst werde ihm dankbar sein, ihn unterstützen und stärken. Luther wird auf den Reichstag nach Worms gerufen. Er widerruft nicht und gerät unter fürstlicher Schutzhaft auf die Wartburg. Der Kaiser hat somit Luther nicht gestoppt, die Fürsten können feiern.
Im Jahre 1523 reist Thomas Müntzer mit seiner jungen Frau Ottilie von Gersen, die für ihn das Kloster verlassen hat, nach Allstedt. Dort übernimmt er die Pfarrstelle. In der Allstedter Gemeinde brodelt es. Die Bauern haben sich schon beim Rat der Stadt beschwert, denn die zu erbringenden Abgaben seien zu hoch. Der zwielichtige Ratsmann Qualm hatte die Beschwerden entgegengenommen. Außerdem wurde Hans Buss von zwei Reisigen des Grafen von Mansfeld verhaftet. Hans Buss hatte im Affekt einen Bergwerksaufseher – Der Charakter wird im Film als Vogt bezeichnet – erschlagen, da dieser versucht hatte, seine Schwester, Bärbel Buss, zu vergewaltigen. Müntzer steht auf Hans’ Seite. Er verwickelt in einem Wirtshaus des kleinen Städtchens die beiden Reisige in ein Gespräch, wodurch die beiden abgelenkt sind, so dass Hans flüchten kann. Hans Buss nutzt die Gelegenheit und so hört der Graf von Mansfeld erstmals von Thomas Müntzer.
Bald darauf hält Müntzer erstmals eine Messe in deutscher Sprache. Durch die Predigt aufgehetzt, Bilder und Figuren von Heiligen zu zerstören, stürmt die bäuerlich geprägte Gemeinde in Volksfestmanier eine kleine nahegelegene Kapelle und setzt sie in Brand. Die Soldaten des Mansfelder Grafen kommen herbei, versuchen einzuschreiten. Doch die begeisterten Bauern wehren sich und überwältigen überraschend die Soldaten. Der Triumph ist jedoch nur von kurzer Dauer, eine herbeigeholte Verstärkung von Mansfelder Soldaten holt viele Bauern aus ihren Häusern, die Häuser werden angezündet und die Gefangenen abgeführt. Müntzer erkennt nun seine Differenzen mit Luther. Luther hatte sich in seinen Schriften gegen Aufruhr ausgesprochen. Müntzer in die Situation geraten, dass aufrührerische Bauern seiner Gemeinde in Haft sitzen, setzt sich von Luther ab und begehrt auf. Die schwangere Ottilie näht für ihn eine Fahne mit einem Regenbogen, als Zeichen für ein Bündnis, das er führen will.
Kurz darauf wird Müntzer vom Kurfürsten Johann von Sachsen, dessen Sohn sowie von Kanzler Dr. Brück aufgesucht, die prüfen wollen, ob Müntzer ihnen nicht dienlich sein könnte. Die neugierigen Fürsten möchten, dass Müntzer ihnen predigt. So hält Müntzer am 13. Juli 1524 eine Predigt, die heute als Fürstenpredigt bekannt ist. In der Predigt ermahnt er die Fürsten in heftigster Weise den Bauern nachzugeben. Die Fürsten reisen ab, sie zeigen keine Begeisterung. Nach der Predigt werden die gefangenen Bauern abgeurteilt. Ihnen werden, zur Abschreckung und Strafe, vom Henker Augen, Hand oder Zunge entfernt. Danach sind sie frei. Müntzer muss fliehen. Er geht mit dem Schwabenhannes, einem schwäbischen Bauern, nach Süddeutschland, wo ebenfalls Bauern aufbegehren, und schließt sich den dortigen Bauern an.
Ungefähr fünf Monate hält er sich im Süden Deutschlands auf. Bei der Erstürmung einer mächtigen Burg ist Müntzer auch dabei. Er überwacht fachmännisch, wie die bewaffneten Bauern die Burg einnehmen. Ottilie hat mittlerweile ihren Sohn geboren. Heimweh plagt Müntzer. Als ihn Heinrich Pfeifer nach Mühlhausen, also zurück nach Thüringen, ruft, macht er sich sogleich auf den Weg. Die beiden machen Mühlhausen zum Zentrum der thüringischen Bauernerhebung. Auch Ratsmann Qualm beteiligt sich an Verwaltungsarbeiten, spielt dabei aber ein doppeltes Spiel. Das Land kommt nicht zur Ruhe. Die Fürsten rücken mit Truppen an. So müssen erneut Bauern ihr Leben lassen, einige der Hinterbliebenen klagen Müntzer an, er sei schuld an ihrem Elend. Müntzer geht nach Frankenhausen, wo die Entscheidungsschlacht stattfinden wird. Mit Fanatismus führt Müntzer die Bauern in die Schlacht, kann aber die Niederlage, die durch Verrat und Sabotage des Ratsmanns Qualm erwirkt wurde, nicht abwenden. Nach der Niederlage gegen das Heer der Fürsten wird er gefangen genommen, gefoltert und schließlich am 27. Mai 1525 hingerichtet.
Ottilie, ihr Sohn, der Schwabenhannes und ein Student, der auf Müntzers Seite mitkämpfte, gehen in den Süden. Sie schließen sich dem Waldshuter Haufen an, dem sie die letzten geschriebenen Worte Thomas Müntzers überbringen, in denen dieser fordert, den Kampf fortzusetzen.

## Hintergrund
Der DEFA-Film Thomas Müntzer – Ein Film deutscher Geschichte wurde zum 10. Geburtstag der DEFA hergestellt. Den Vertrieb übernahm der VEB Progress Film-Vertrieb. Gedreht wurde der Farbfilm in Quedlinburg in Sachsen-Anhalt.
In der DDR wurde der Kinofilm am 7. April 1956 staatlich zugelassen und am 17. Mai 1956 erstmals gezeigt. Die Länge betrug in dieser Originalfassung 135 Minuten. In einer Dienstbesprechung beim Minister für Kultur wurde am 8. Mai 1973 beschlossen, den Film anlässlich der Feierlichkeiten zum 450. Jahrestag des Bauernkrieges 1975 wieder verstärkt, aber in einer stark verkürzten Fassung einzusetzen. Daraufhin wurde der Film von Regisseur Martin Hellberg entsprechend den Vorgaben verändert. Die einzelnen Kürzungen und deren Gründe sind nachzulesen in den Protokollen der Zulassungsbesprechungen veröffentlicht vom „Berliner Institut für vergleichende Staat-Kirche-Forschung“ (siehe Weblinks). Der Neustart war am 18. Oktober 1974.
Auch in Griechenland erschien der Film, dort unter dem Titel Gia ena kommati gis. In der Bundesrepublik schaffte der Film es nicht über die Hürde des Interministeriellen Ausschusses für Ost-West-Filmfragen, eines Gremiums der Bundesregierung, zusammengestellt aus Vertretern der verschiedenen Ministerien, das Filme aus den sozialistischen Ländern vorab sichtete und den Import gewährte oder ablehnte. Ein Prüfungskritierum bei der Sichtung der Filme war offenbar auch die Frage, ob der jeweilige Film inhaltlich politisch einwandfrei gewesen sei, wie aus einem Protokoll zur Gründung des Ausschusses hervorgeht.
Im Spielfilm wurde Martin Luthers Leben und Wirken fast gänzlich ausgespart. Diese Lücke wurde erst mit dem im Jahr 1967 erschienenen DDR-Dokumentarfilm Credo: Martin Luther – Wittenberg 1517 geschlossen, der die sozialistische Sichtweise auf Martin Luther darstellte. Zum 500. Geburtstag des Reformators Martin Luther im Jahre 1983 erschien dann noch der Spielfilm Martin Luther, der versuchte, die Lücke noch stärker zu schließen. Ulrich Thein, der im Film Thomas Müntzer – Ein Film deutscher Geschichte einen Studenten spielte, verkörperte in dieser Verfilmung Martin Luther. Im Jahr des Mauerfalls entstand außerdem noch ein weniger bekannter Film über das Leben Thomas Müntzers, Ich, Thomas Müntzer, Sichel Gottes, der wegen der politischen Ereignisse keine propagandistische Wirkung mehr entfalten konnte.
Im Jahr 2005 erschien der Film unter dem Titel Das Leben und Schicksal des Pfarrers Thomas Müntzer auf DVD. Die ungekürzte Fassung des Spielfilms wurde erstmals am 10. Juli 2017 im Fernsehen des Mitteldeutschen Rundfunks ausgestrahlt.

## Kulissen
Teile des Filmes spielen auf der Burgruine Rothenburg am Kyffhäuser und die Kulisse der Burg (aus Richtung Kelbra) ist im Film als brennende Burg bei vorbeiziehendem Bauernhaufen dargestellt. Als Thomas Müntzer Ottilie aus den Kloster abholt und den Burgweg herunterfährt, sieht man den Burgaufgang vom Stiftsberg Quedlinburg. Als die Leute jubelnd das Haus verlassen und die Gasse herunterlaufen, spielt dies in der Brandgasse beim Stiftsberg Quedlinburg. In einer weiteren Einstellung ist wenig später das Fachwerkhaus Breite Straße 53 zu sehen.

## Historische Ungenauigkeiten
- Viele der Rollen stellen fiktive Charaktere dar, beispielsweise Bärbel Buss.
- Am Anfang des Filmes unterhalten sich zwei Bauern über das Priestertum aller Gläubigen. Luther schrieb aber erst im Jahr 1520 entsprechend darüber. Die Szene spielt jedoch im Jahre 1519, dem Jahr der Leipziger Disputation.
- Beim Ansturm auf die Burg ist deutlich auf der Seite der Bauern eine Deutschlandfahne zu erkennen. Auch am Ende des Filmes ist beim Zusammentreffen verstreuter Bauern erneut eine solche zu sehen. Zwar sollen nach einer Legende, gemäß dem kommunistischen Politiker und Journalisten Albert Norden, während des Deutschen Bauernkriegs die Bauern der Landgrafschaft Stühlingen unter der schwarz-rot-goldenen Reichsfahne in den Aufstand gezogen sein,[10] aber ebendieser Legende wird allgemein eher kein Glauben geschenkt. Die Darstellung der Fahne im Film wurde somit wohl aus propagandistischen Gründen eingefügt.
- Die Bauern verlieren im Film die Schlacht bei Frankenhausen nur durch Verrat und Sabotage. In Wahrheit waren die militärisch schlecht gerüsteten Bauern nicht in der Lage, den Fürsten etwas Adäquates entgegenzusetzen.
- Kaiser Karl V. spricht im Film gebrochen Deutsch und hat einen starken französischen Akzent. In Wahrheit redete Karl im Umgang mit Deutschen in niederdeutscher Sprache.
- Der gefolterte Müntzer hält an seinen Ideen fest. Auch als er auf dem Schafott gefragt wird, ob er widerrufen wolle, lehnt er dies ab, bekräftigt stattdessen seine Ansichten. In Wahrheit soll er seine Lehren und Ansichten unter der Folter, welche der Hinrichtung vorausging, widerrufen haben.[11]

Der Film zeigt eine große Anzahl weiterer historischer Ungenauigkeiten, welche durch die Betrachtung der realen Biographien der einzelnen Charaktere erkennbar werden. Die Darstellung Thomas Müntzers im Film ist stark beeinflusst von der sozialistischen Geschichtsschreibung der DDR. Auf der veröffentlichten DVD mit dem Spielfilm befindet sich auf Grund der Anzahl historischer Ungenauigkeiten unter den Features ein Film mit dem Titel Thomas Müntzer – Ein Verstörer der Ungläubigen der extra für die DVD-Veröffentlichung hergestellt wurde. In diesem Film von dreizehn Minuten Länge versucht die Religionswissenschaftlerin Susanne Galley kurz zusammenzufassen, was in Wahrheit in der Geschichte passiert ist und was über Thomas Müntzer bekannt ist.

## Kritik
Das Fehlen Martin Luthers, mit Ausnahme einiger erwähnter Äußerungen Luthers zum Bauernkrieg, führte bei westlichen Kritikern zum Vorwurf der Geschichtsfälschung.
So schrieb der film-dienst beispielsweise: „Mit immensem äußeren Aufwand gestalteter Historienfilm über das Schicksal des protestantischen Geistlichen und Bauernführers Thomas Müntzer, entstanden als „eigentliches nationales Filmwerk“ (Hellberg) […] Die DEFA-Produktion verzeichnet Müntzer als Visionär einer „neuen Weltordnung“, der letztlich nur an der Sabotage des Adels scheitert. So wirkt der Film in seiner Geschichtsinterpretation oberflächlich und tendenziös; auch inszenatorisch bleibt er trotz aufwendiger Massenszenen blutleer.“
Der Spiegel schrieb: „Martin Hellberg (Lebensmotto: „Die Kunst ist ein erotischer Prozeß“), Träger des „Nationalpreises“ und des „Weltfriedenspreises“, hat in diesem agfacolorierten „Bilderbogen deutscher Geschichte“ den Wiedertäufer-Rebellen, Bilderstürmer und Märtyrer des Bauernkrieges in einen urkommunistischen Ahnherrn des Walter Ulbricht umfrisiert. Auf dem historischen Kampfplatz bei Bad Frankenhausen in Thüringen, wo Anno 1525 die Kerntruppen der Bauernkrieger von den Landsknechten der Fürsten zusammengeschlagen wurden, liefern sich 2000 verkleidete Volkspolizisten und Schüler der Baufachschulen von Erfurt und Gotha eine blutig-dekorative Filmschlacht. 206 Haupt- und Neben-Akteure – die Titelrolle bewältigt der Hamburger Schauspieler Wolfgang Stumpf mit gedämpften Edelmut –, verschlingen die vorwiegend rötlichen Handlungsfäden zu einem monumentalen Verwirrspiel. Läuft nur in der Ostzone.“
Auch in der DDR wurde Kritik geäußert. Die Neue Zeit, das Zentralorgan der Ost-CDU äußerte sich kritisch und lehnte den Film ab.

## Medien
- VHS: Thomas Müntzer – Das Leben und Schicksal des Pfarrers Thomas Müntzer. Icestorm Entertainment
- DVD: Das Leben und Schicksal des Pfarrers Thomas Müntzer. Icestorm Entertainment